# Force Protection Condition
Force Protection Condition (abbreviata FPCON), nel linguaggio militare degli Stati Uniti d'America è la descrizione dello stato di allerta da attivare in risposta della valutazione della minaccia di tipo terroristico presente.
Viene determinato da una direttiva del Dipartimento della Difesa americano e causa l'attivazione di misure di protezione predeterminate a cura degli enti responsabili della sicurezza delle installazioni militari.
Differisce dal DEFCON, in quanto quest'ultimo determina l'ammontare di forze militari da schierare in funzione della probabilità di attacco contro la popolazione civile. La decisione su che livello di FPCON adottare è influenzata dalla stima della minaccia terroristica presente nei confronti delle installazioni e del personale militare, dall'ammontare di forze di sicurezza disponibili e dal livello di tensione internazionale tra gli Stati Uniti e altre nazioni. L'FPCON prima era noto come THREATCON. La denominazione fu cambiata nel giugno 2001 per evitare la confusione con il consimile sistema di determinazione degli stati di allerta utilizzato dal Dipartimento di Stato degli Stati Uniti (ministero degli esteri).

## Descrizione dei livelli FPCON
Ci sono cinque livelli FPCON; il comandante dell'U.S. Northern Command determina il livello di protezione minimo da adottare da parte di tutte le installazioni nel territorio continentale degli Stati Uniti, in quanto è il comando unificato sotto cui cade la responsabilità di tutta l'area geografica della nord America. Gli altri comandi, come l'U.S. European Command (teatro europeo) e l'U.S. Southern Command (teatro del centro e sud America e Caraibi), stabiliscono le condizioni di protezione per le installazioni militari americane nelle loro aree di responsabilità. Postazioni singole e singoli comandanti di installazione possono aumentare il loro livello di protezione di forza locale, secondo quanto ritengono necessario, ma devono adottare almeno il minimo livello prescritto dai comandi centrali.
Le misure di sicurezza in risposta ad un aumento dello stato FPCON possono includere un inasprimento dei controlli a partire dalle procedure di base per il controllo dei documenti all'ingresso di un'installazione, per esempio effettuando l'identificazione in un edificio apposito e non al varco di ingresso. In casi di inasprimento ulteriori, può venire richiesta l'ispezione di ogni veicolo, persona e borsa che entrano nell'installazione.
Le cinque condizioni FPCON sono:
- FPCON NORMAL: situazione di nessun'attività terroristica in corso. Le uniche forze di sicurezza necessarie sono le stesse impiegate per le ordinarie attività di contrasto della criminalità. I compiti richiesti ai responsabili della difesa delle installazioni sono simili a quelli delle comuni forze di polizia.

- FPCON ALFA: situazione in cui c'è una piccola e generica attività terroristica di tipo non prevedibile. Gli enti preposti manterranno al corrente il personale del fatto che esistono possibili minacce e vengono impiegate procedure standard di sicurezza, eventualmente revisionate secondo i casi.

- FPCON BRAVO: situazione con minaccia terroristica piuttosto prevedibile. Le misure di sicurezza prese dagli enti incaricati possono interessare le procedure di controllo e il personale in generale.

- FPCON CHARLIE: situazione in presenza di forti indizi di attacco terroristico in preparazione o quando rapporti dell'intelligence avvisano di un'attività terroristica imminente.

- FPCON DELTA: situazione in presenza di un attacco terroristico in corso o appena avvenuto. Lo stato DELTA viene adottato di solito solo nelle aree che sono molto vulnerabili o sono state appena attaccate.

Le differenze significative tra FPCON CHARLIE e FPCON DELTA è che quest'ultimo fa riferimento ad una nota e specifica minaccia, mentre FPCON CHARLIE è impiegato per prevenire minacce imminenti di carattere generale, senza la definizione specifica di un bersaglio. FPCON CHARLIE può essere mantenuto anche per un periodo significativo di tempo, molte settimane, mentre lo stato Delta viene generalmente osservato solo per giorni.
Un livello di FPCON può essere designato anche come "+", intendendo che l'installazione, istituirà misure di sicurezza addizionali oltre a quelli standard per il livello di FPCON dichiarato. In genere, questa variante è usata per aggiungere un livello addizionale di sicurezza superiore all'FPCON DELTA. Esiste un elenco di misure di sicurezza addizionali che possono essere adottate per passare ad un livello "+" (o rafforzato) di sicurezza. Di norma gli enti responsabili della sicurezza delle installazioni scelgono due o tre delle misure di sicurezza "rafforzate" e li adottano, ruotandoli in modo casuale, per mantenere un grado di imprevedibilità delle difese. Alcuni accorgimenti restrittivi supplementari vengono, invece, permanentemente adottati in funzione delle peculiarità della base militare da difendere.
Per esempio il controllo di tutti i documenti delle persone entranti nella base militare viene sempre adottato in condizioni FPCON Alpha+, mentre perlustrazioni armate delle recinzioni possono essere eseguite con frequenza casuale per ostacolare lo studio dei processi difensivi dell'installazione da parte di un potenziale aggressore.
I livelli di FPCON possono essere elevati anche non in sequenza; per esempio, il livello di FPCON può passare da FPCON NORMAL a FPCON CHARLIE, saltando completamente i livelli ALFA e BRAVO.

## Impiego della nomenclatura FPCON
La suddivisione in stati di allerta utilizzando le lettere dell'alfabeto fonetico NATO, si è diffusa in tutte le installazioni militari dei paesi della NATO, tra cui l'Italia. La notorietà data dalla stampa ha portato all'utilizzo della terminologia anche in altri settori della sicurezza, come quelli della lotta ai virus informatici.